# Omar Rodríguez-López
Omar Rodríguez-López (* 1. září 1975) je portorický hudebník a hudební producent. Ve svých dvanácti letech začal hrát na baskytaru a o tři roky později přešel ke kytaře. Svou kariéru zahájil počátkem devadesátých let, kdy hrál se skupinou Startled Calf. V letech 2001 až 2013 byl vůdčí osobností skupiny The Mars Volta; později s různými jejími členy působil v projektech Bosnian Rainbows (od 2012) a Antemasque (od 2014). V letech 1997 až 2001 a znovu 2011 až 2012 působil ve skupině At the Drive-In a od roku 1998 hrál pět let s kapelou De Facto hrající dub. Dále je také členem tria Le Butcherettes (od 2007) a vydal mnoho sólových alb. V roce 2014 nahrál album pod hlavičkou projektu Kimono Kult, ve kterém jej doprovází kytarista John Frusciante.

## Sólová diskografie
- A Manual Dexterity: Soundtrack Volume One (2004)
- Omar Rodriguez (2005)
- Se Dice Bisonte, No Bùfalo (2007)
- The Apocalypse Inside of an Orange (2007)
- Calibration (Is Pushing Luck and Key Too Far) (2007)
- Absence Makes the Heart Grow Fungus (2008)
- Minor Cuts and Scrapes in the Bushes Ahead (2008)
- Old Money (2008)
- Megaritual (2009)
- Despair (2009)
- Cryptomnesia (2009)
- Los Sueños de un Hígado (2009)
- Xenophanes (2009)
- Solar Gambling (2009)
- Ciencia de los Inútiles (2010)
- Sepulcros de Miel (2010)
- Tychozorente (2010)
- Cizaña de los Amores (2010)
- Mantra Hiroshima (2010)
- Dōitashimashite (2010)
- Un Escorpión Perfumado (2010)
- Telesterion (2011)
- Un Corazón de Nadie (2012)
- Saber, Querer, Osar y Callar (2012)
- Octopus Kool Aid (2012)
- Equinox (2013)
- Woman Gives Birth To Tomato! (2013)
- Unicorn Skeleton Mask (2013)
- ¿Sólo Extraño? (2013)
- Sworn Virgins (2016)
- Corazones (2016)
- Blind Worms, Pious Swine (2016)
- Arañas en La Sombra (2016)
- Umbrella Mistress (2016)
- El Bien Y Mal Nos Une (2016)
- Cell Phone Bikini (2016)
- Infinity Drips (2016)
- Weekly Mansions (2016)
- Zapopan (2016)
- Nom de Guerre Cabal (2016)
- Some Need It Lonely (2016)
- A Lovejoy (2016)
- Roman Lips (2017)
- Zen Thrills (2017)
- Chocolate Tumor Hormone Parade (2017)
- Ensayo de un Desaparecido (2017)
- Azul, Mis Dientes (2017)
- Gorilla Preacher Cartel (2017)
- Killing Tingled Lifting Retreats (2017)
- Solid State Mercenaries (2017)